# Darko Jorgić
Darko Jorgić est un pongiste slovène, né le 30 juillet 1998 à Hrastnik ou Trbovlje. Il est triple vainqueur du Top 16 européen. Son jeu est notamment basé sur un excellent revers.

## Biographie
Il décroche deux médailles d'or en simple et en par équipes aux Jeux méditerranéens de 2018 à Tarragone. 
En 2021, il s'incline en finale du WTT Star Contender II de Doha face au brésilien Hugo Calderano. 
Il gagne le Top 16 européen de tennis de table trois fois en 2022, en 2023, et en 2024. Il remporte également une médaille d'argent en 2020 après avoir perdu en finale contre Timo Boll.
Il est vice-champion d'Europe 2022 de tennis de table en simple. La même année il perd en finale du WTT Contender de Novo Gorica contre le japonais Hiroto Shinozuka.
En août 2024, il s'impose en finale du WTT Contender de Lima contre l'allemand Patrick Franziska sur le score de 4 set à 0. Il s'agit de son premier titre sur la scène internationale lui qui avait auparavant déjà perdu deux fois en finale.
Il est le 15e joueur mondial en août 2024.
Il évolue dans le club du FC Saarbrücken-TT pour la saison 2023-2024.
Le 1er juin 2025, Il remporte la Ligue des Champions avec le FC Saarbrücken.
Il est marié et père d'un enfant.